# ماتسییوویتسه (استان اوپوله)
ماتسییوویتسه (به لهستانی: Maciejowice) یک منطقهٔ مسکونی در لهستان است که در گمینا اوتموخوو واقع شده‌است. ماتسییوویتسه ۷۵۰ نفر جمعیت دارد.